# Gastrocentrides sumatranus
Gastrocentrides sumatranus là một loài Trichoptera thuộc họ Goeridae. Chúng phân bố ở miền Ấn Độ - Mã Lai.